# Memphis May Fire
I Memphis May Fire sono un gruppo metalcore statunitense formatosi a Dallas, in Texas, nel 2006, e attualmente sotto contratto con la Rise Records. 
La band è attualmente composta dal chitarrista solista Kellen McGregor, dal cantante Matty Mullins, dal bassista Cory Elder e dal batterista Jake Garland. Costituiti nel 2006, hanno pubblicato sei album in studio e due EP fino ad oggi. Il loro quarto album, Unconditional, ha debuttato al numero 4 della Billboard 200 e in cima alla classifica degli album alternativi.

## Storia del gruppo

### Inception (2006–2007)

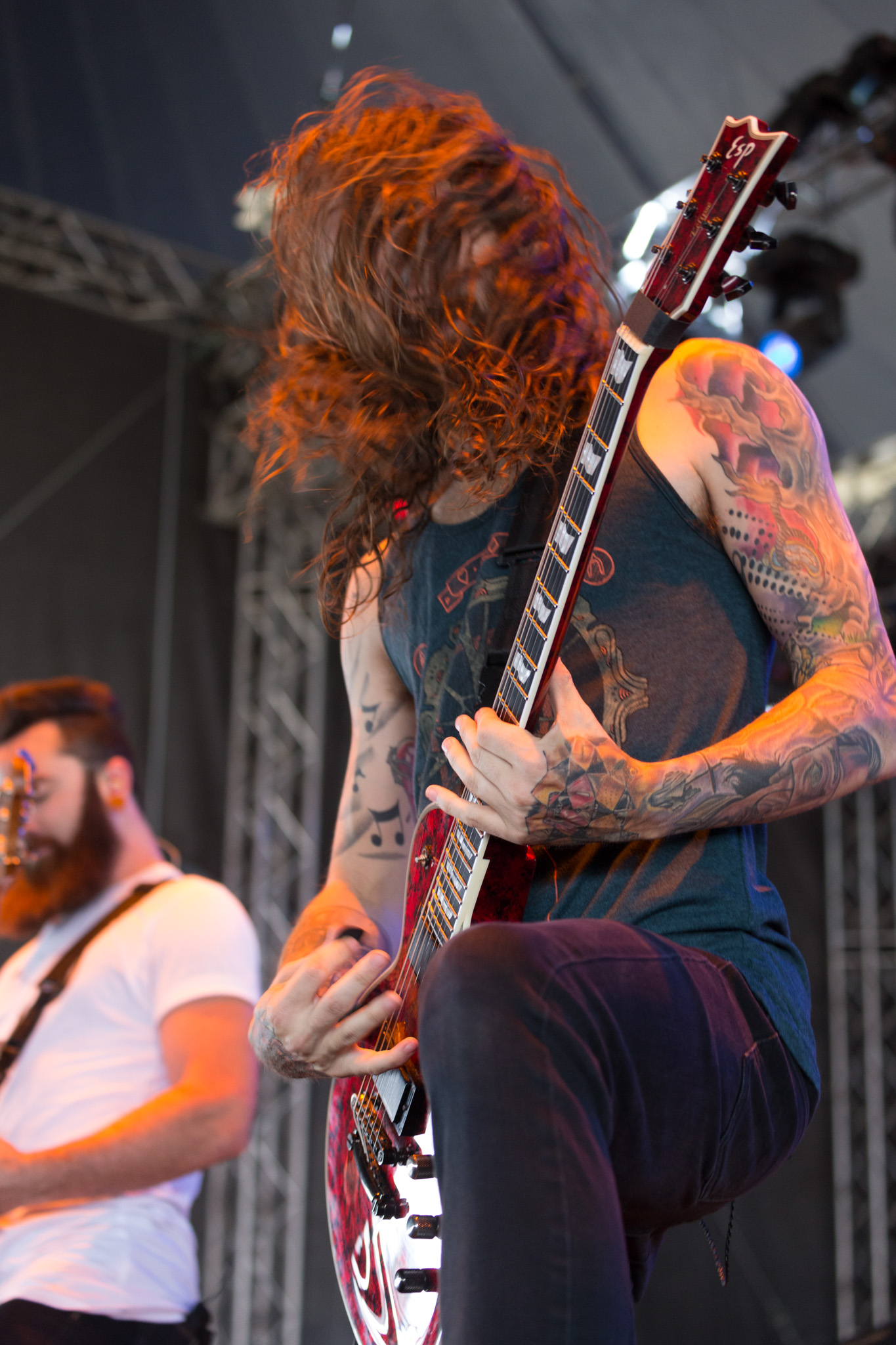
I Memphis May Fire nel 2015

La Band si forma nel 2006, al tempo in cui Matty Mullins era amico di Erik Staaf, ma è solo nel 2007 che decidono per il nome Memphis May Fire, prima infatti utilizzavano come nome OH Captain e in seguito My Captain.
All'inizio del 2007 la band registra e autodistribuisce un EP creandosi un seguito. Poco dopo attirano l'attenzione di Josh Grabelle, presidente della Trustkill Records. Nel settembre del 2007 la band firma con la Trustkill Records e il loro EP viene ristampato dalla casa discografica.

### Sleepwalking(2008–2009)
La band sperava di far uscire il loro primo album di debutto nell'estate del 2008 ma, il cantante Chase Ryan decide di lasciare la band durante le registrazioni del full-length. Chase spiega che le sue priorità sono stare con il figlio e la famiglia e non in tour con la band. Contemporaneamente il bassista Austin Radford lascia la band per crearne una sua, gli American Mantra, come contante. Viene sostituito prima da Daniel De Los Santos e poi da Cory Elder. Vengono indette delle audizioni per trovare un nuovo cantante attraverso l'interpretazione di un brano strumentale presente sul loro MySpace. Scelgono Matthew (Matty) Mullins. Finiscono così di registrare il loro album di debutto con il nuovo cantante.
L'album di debutto Sleepwalking viene pubblicato il 21 luglio 2009 dalla Trustkill Records. La loro canzone Ghost In The Mirror viene utilizzata per il film Saw VI.
Il video ufficiale di Ghost in The Mirror viene distribuito il 2 febbraio 2010 dal canale YouTube della Trustikill Records.

### Rise Records,Between the LiesandThe Hollow(2010–2011)
I Memphis May Fire pubblicano un secondo EP "Between the Lies" il 2 novembre 2010 attraverso la Bullet Tooth Records con molta più energia e uno stile differente dalle precedenti produzioni. Nel dicembre 2010 la band annuncia che la loro canzone "Action/Adventure" sarà presente nel videogame Rock Band 3. Nel 2010 Matty Mullins compare nella canzone "That's What she said", singolo di debutto dell'album "Fight with Your Fists" della nuova band Kid Liberty's.
Il 17 gennaio 2011 la Rise Records annuncia che i Memphis May Fire hanno firmato per loro e che uscirà un nuovo album in primavera. La band comincia le registrazioni del nuovo full-length che sarà più pesante delle precedenti produzioni incorporando elementi di modern metal e musica elettronica.
Il 3 marzo 2011, viene pubblicato un teaser del nuovo album attraverso il canale YouTube della Rise Records. Il 26 aprile viene commercializzato il nuovo album "The Hollow".

### Challenger(2012–2013)

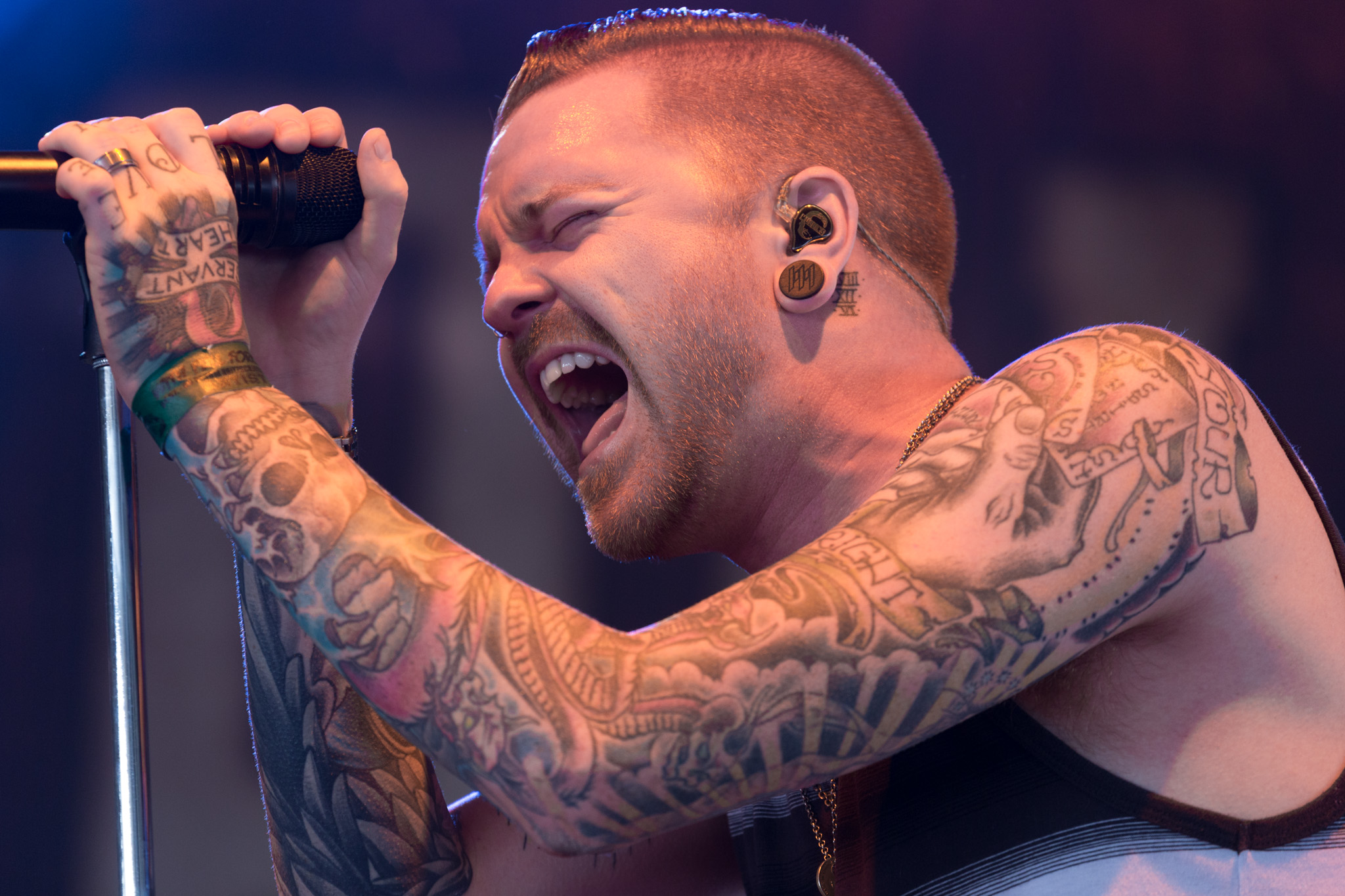
I Memphis May Fire nel 2014

L'11 febbraio viene annunciato da Kellen McGregor che la band sta lavorando con Cameron Mizell alla lavorazione del terzo album, "Challenger", presso i Chango Studios.
Il 26 giugno l'album debutta alla posizione 16 nella Billboard 200. Sono stati pubblicati i singoli "Prove Me Right", "Vices" e "Miles Away".
Il 1º febbraio 2013, i Memphis May Fire sono stati annunciati come parte del Vans Warped Tour 2013 insieme ai Black Veil Brides, Sleeping With Sirens, We Came As Romans, Blessthefall, The Used, Billy Talent e Bring Me the Horizon. La band è stata chiamata a suonare il palco principale (Kia Soul Stage), hanno suonato l'intero tour con un set di otto canzoni.
Il 4 agosto, la band ha annunciato che supporteranno gli Sleeping With Sirens, nel Feel This Tour. Breathe Carolina, Issues e Our Last Night supporteranno il tour con loro in date selezionate.

### Unconditional(2013–2015)
I Memphis May Fire hanno annunciato di pubblicare il loro nuovo album all'inizio del 2014. Kellen McGregor ha finito di scrivere le demo dell'album dopo che la band è uscita dal Vans Warped Tour. Attualmente, la band sta registrando ai Chango Studios con Kellen e Cameron Mizell come produttori. In un'intervista con PropertyOfZach, il cantante Matty Mullins ha dichiarato che la data prevista per l'uscita dell'album sarà tra febbraio e marzo 2014. Ha anche divulgato che i Memphis May Fire partiranno per un tour degli Stati Uniti a sostegno dell'album.
Il 14 dicembre 2013, la band ha twittato che avevano finito di registrare il loro prossimo album con il cantante Matty Mullins esprimendo quanto fosse orgoglioso dell'album. L'album dovrebbe essere pubblicato all'inizio del 2014. Il 18 dicembre, la band ha annunciato "The Unconditional Tour" a partire da fine febbraio a marzo con altri artisti The Word Alive, A Skylit Drive e Hands Like Houses negli Stati Uniti.
Il 4 gennaio 2014, la band ha pubblicato il suo primo aggiornamento in studio per il suo prossimo album tramite Alternative Press.
Nel terzo e ultimo aggiornamento in studio per l'album, è stato annunciato che sarebbe stato intitolato "Unconditional" ed è stato rilasciato il 25 marzo 2014, tramite Rise Records.
Il 6 febbraio 2014 il primo singolo "No Ordinary Love" è stato trasmesso in streaming attraverso il canale YouTube di Rise Records. In questa data sono stati resi disponibili anche pacchetti pre-ordine per l'album. Il secondo singolo, "Sleepless Nights" è stato rilasciato il 24 febbraio, tramite il canale YouTube di Facebook e Rise Records.
Il 25 maggio 2015, la band ha annunciato che avrebbe rilasciato l'edizione deluxe di "Unconditional" il 17 luglio. Il primo nuovo brano, "My Generation" è stato rilasciato lo stesso giorno. L'album conterrà due nuove tracce, oltre alle versioni acustiche di "Beneath the Skin", "Need to Be" e una versione remixata dell'album.

### This Light I Hold(2016–2017)

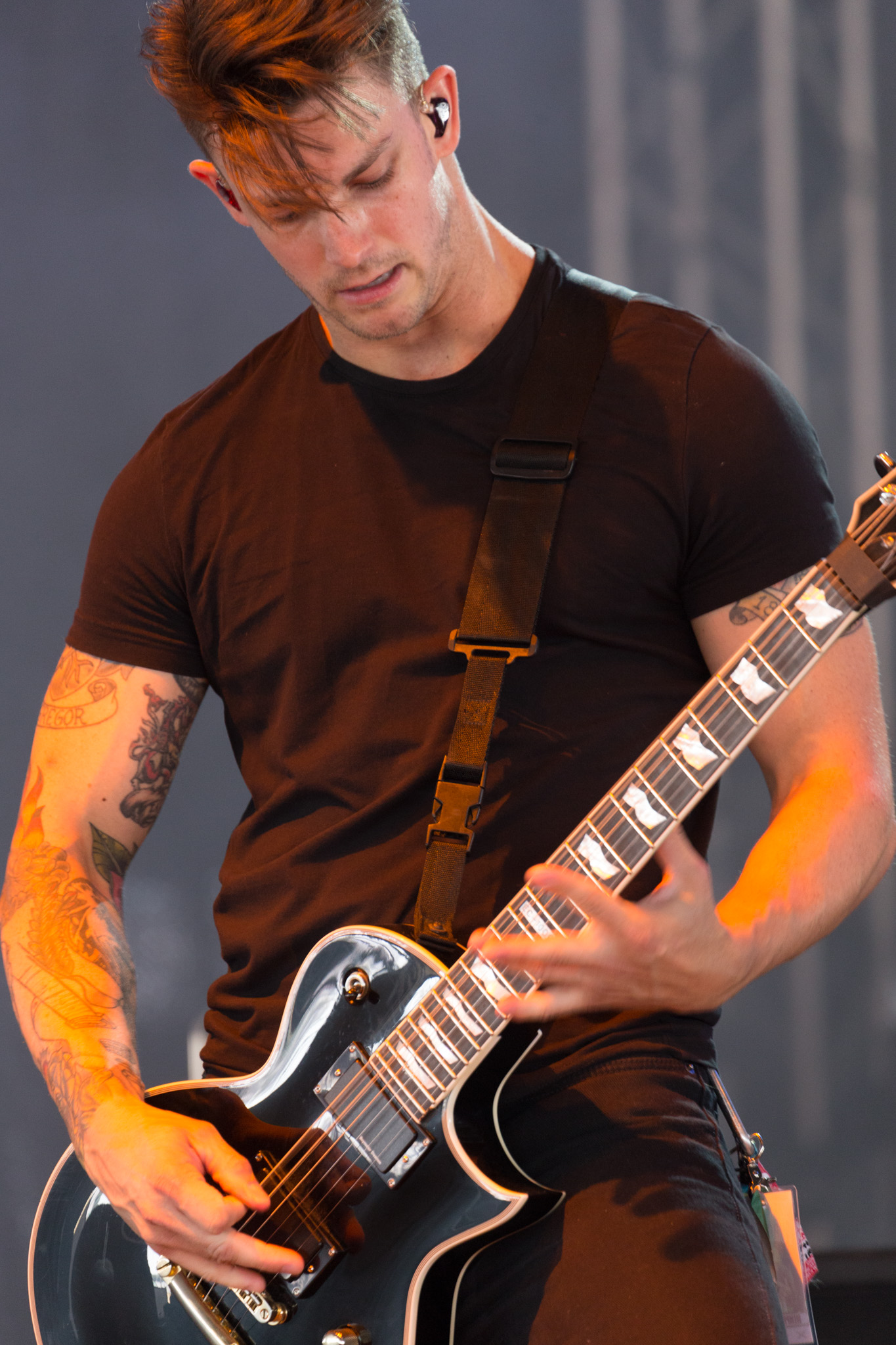
I Memphis May Fire nel 2015

Il 9 febbraio 2016, la band ha annunciato attraverso la sua pagina Facebook che stavano entrando in studio con materiale scritto e preparato nel corso dell'ultimo anno.
La band ha presentato in anteprima il singolo "Carry On" su BBC Radio 1 il 28 agosto 2016 e ha annunciato il loro quinto album in studio, This Light I Hold, lo stesso giorno. L'uscita dell'album è prevista per il 28 ottobre 2016 tramite Rise Records. La band si esibirà come headliner nel Rise Up Tour con The Devil Wears Prada e i Silverstein come ospiti speciali in Nord America e nel Regno Unito dall'11 ottobre al 10 dicembre 2016
Il 23 settembre 2016, i Memphis May Fire hanno pubblicato la traccia del titolo come secondo singolo del loro nuovo album, "This Light I Hold", con Jacoby Shaddix (dei Papa Roach). Il 30 gennaio 2017 la band ha annunciato la separazione del chitarrista Anthony Sepe. Samuel Penner, ex chitarrista degli In the Midst of Lions e For Today, annunciò che avrebbe fatto il pieno per la band.

### Broken(2017–presente)
Il 20 giugno, i Memphis May Fire hanno pubblicato un singolo intitolato "Virus". Secondo Matty Mullins la canzone è una "canzone unica" e non apparirà nel prossimo album. Il 20 ottobre 2017, Matty Mullins ha condiviso una foto di loro mentre lavoravano al loro nuovo album in The Hideout Studio con Kane Churko come produttore. Il 24 marzo 2018, Matty Mullins ha condiviso una foto di Drew Fulk mentre lavorava ai mix del nuovo album.
Il 19 settembre 2018 la band pubblicò un nuovo brano intitolato "The Old Me", e in seguito fu divulgata la notizia che il nuovo album sarebbe stato intitolato Broken. È stato rilasciato il 16 novembre 2018.
Nell'aprile 2019, il gruppo prevede di eseguire più spettacoli con i Pop Evil e i Messer.

## Formazione

### Formazione attuale
- Kellen McGregor - chitarra, voce addizionale, programmazioni
- Cory Elder - basso
- Matty Mullins - voce, tastiere
- Jake Garland - batteria

## Discografia
Album in studio
- 2009 - Sleepwalking
- 2011 - The Hollow
- 2012 - Challenger
- 2014 - Unconditional
- 2016 - The Light I Hold
- 2018 - Broken
- 2022 - Remade In Misery

EP
- 2007 - Memphis May Fire
- 2010 - Between the Lies
- 2022 - Your Turn

Singoli
- North Atlantic Vs. North Carolina
- Ghost in The Mirror
- The Sinner
- Prove me Right
- Vices
- Grenade (cover di Bruno Mars)
- Virus
- Heavy is the Weight
- Live Another Day
- The Old Me
- Blood & Water
- Left For Dead

## Videografia

### Videoclip
- North Atlantic Vs. North Carolina
- North Atlantic Vs. North Carolina (Live)
- Ghost in The Mirror
- The Sinner
- The Unfaithful
- Vices
- Carry On
- Virus